# Putovnica Brazila
Putovnica Brazila putna je isprava koja se državljanima Brazila izdaje za putovanje i boravak u inozemstvu, kao i za povratak u zemlju.
Za vrijeme boravka u inozemstvu, putna isprava služi za dokazivanje identiteta i kao dokaz o državljanstvu Brazila. Putovnica Brazila se izdaje za neograničen broj putovanja.

## Jezik
Putovnica je ispisana portugalskim jezikom.

### Stranica s identifikacijskim podacima
- slika vlasnika putovnice
- tip ("P" za putovnicu)
- kod države
- serijski broj putovnice
- prezime i ime vlasnika putovnice
- državljanstvo
- nadnevak rođenja (DD. MM. GGGG)
- spol (M za muškarce ili F za žene)
- mjesto rođenja
- nadnevak izdavanja (DD. MM. GGGG)
- potpis vlasnika putovnice
- nadnevak isteka (DD. MM. GGGG)
- izdana od

## Vanjske poveznice
- Get to know the new Brazilian passport - Brazilian Foreign Relations Ministry  Arhivirana inačica izvorne stranice od 11. lipnja 2007. (Wayback Machine)
- Chip deixará passaporte brasileiro mais seguro e caro a partir de novembro